# Rikrok
Ricardo George Ducent, principalmente conosciuto come Rikrok (Londra, 17 giugno 1972), è un cantante britannico.

## Biografia
Di origini giamaicane, Rikrok nasce e cresce a Londra, per poi ritornare a vivere in Giamaica con la famiglia quando aveva undici anni. Scopre la propria passione per la musica durante l'adolescenza e alla fine degli studi, Rikrok inizia a lavorare come corista di Patria nel 1995. Dopo aver fatto parte per un breve periodo del quartetto vocale R&B Lust, Rikrok ottiene un contratto per scrivere alcuni brani per Shaggy, con cui canta anche It Wasn't Me nel 2001, che raggiunge la vetta della Billboard Hot 100, e di diversi paesi in Europa come Francia, Belgio, Paesi Bassi, Regno Unito e Australia.

## Discografia
Singoli
- 2000: It Wasn't Me (Shaggy featuring Ricardo "RikRok" Ducent) numero 1 U.S., numero 1 UK
- 2004: Your Eyes (featuring Shaggy) numero 57 UK
- 2005: Should I Tell Her
- 2006: Tell Me Why
- 2006: Forever
- 2007: My Love
- 2007: Bonafide Girl (Shaggy featuring Ricardo "RikRok" Ducent)